# Eublemma roseoniveoides
Eublemma roseoniveoides is een vlinder van de familie van de spinneruilen (Erebidae). De wetenschappelijke naam van deze soort is voor het eerst voorgesteld door Jeremy Daniel Holloway in een publicatie uit 2009.
De soort komt voor op Borneo (Sarawak).